# آی‌ان‌اس کساری (۲۰۰۸)
آی‌ان‌اس کساری (۲۰۰۸) (به انگلیسی: INS Kesari (2008)) یک کشتی است که طول آن 125 m می‌باشد. این کشتی در سال ۲۰۰۸ ساخته شد.